# Kia Towner
El Kia Towner o K2700K500 es una Camión producida por el fabricante coreano Kia Motors.
- Datos: Q5959464
- Multimedia: Kia Towner / Q5959464